# Diecezja Locri-Gerace
Diecezja Locri-Gerace, łac. Dioecesis Locrensis-Hieracensis – diecezja Kościoła rzymskokatolickiego we Włoszech, w metropolii Reggio Calabria-Bova, w regionie kościelnym Kalabria.
Została erygowana w V wieku jako diecezja Gerace. W 1986 została nadana jej obecna nazwa Locri-Gerace.